# Elvana Gjata
Elvana Gjata (ur. 3 lutego 1987 w Tiranie) – albańska piosenkarka, aktorka i autorka tekstów.

## Życiorys
Pochodzi z rodziny artystycznej, jest córką Fatmira Gjaty, oficera armii albańskiej. Ma starszą siostrę Migenę, która również jest piosenkarką. Ukończyła studia z zakresu reżyserii w Akademii Sztuk w Tiranie.
Zadebiutowała na scenie jako dziecko, śpiewając w stołecznym Pałacu Pionierów. W 2001 na Festiwalu Młodych Głosów zdobyła trzecią nagrodę za wykonanie utworu „Të këndojmë së bashku”. Kolejnym jej sukcesem był występ w programie telewizyjnym Kërkohet një yll, w którym doszła do finału, wykonując piosenkę z repertuaru Laury Pausini. Od tego momentu zaczęła regularnie pojawiać się w programach telewizji albańskiej.
W 2003 wzięła udział w wówczas najbardziej prestiżowym albańskim konkursie dla piosenkarzy, Festivali i Këngës, pod patronatem albańskiego nadawcy Radio Televizioni Shqiptar (RTSH). Zaśpiewała utwór „Prane teje”, który znalazł się wśród kompozycji wyróżnionych na festiwalu. Kolejny sukces przyniosła piosenkarce współpraca z artystami z Kosowa (Flori Mumajesi i Andy DJ), która zaowocowała wspólnym utworem „Vetëm Zoti e di”. Piosenka stała się jednym z najlepiej sprzedawanych przebojów w Kosowie. Współpraca z producentem Mumajesim doprowadziła do wydania w 2007 debiutanckiego albumu studyjnego pt. Mamës, a także wideoklipu promującego płytę. W 2011 wydała kolejny album pt. Afër dhe larg, a rok później zwyciężyła w finale trzeciej edycji programu Dancing with the Stars. W grudniu 2019 zajęła drugie miejsce z piosenką „Me tana” w finale 58. edycji Festivali i Këngës, poprzez który wyłaniany był reprezentant Albanii na Konkurs Piosenki Eurowizji 2020 w Rotterdamie, a w grudniu 2024 ponownie zajęła drugie miejsce z piosenką „Karnaval” w finale 63. edycji festiwalu, poprzez który wyłaniany był reprezentant Albanii na Konkurs Piosenki Eurowizji 2025 w Bazylei.

## Dyskografia
Albumy
- Mamës (2007)
- Afër dhe larg(inne języki) (2011)

Minialbumy
- Acoustic Live Session (2013)
- 3 (2018)
- Çelu (2021)